# Ypsilon Carinae
Ypsilon Carinae (υ Carinae, förkortat Ypsilon Car, υ Car)  är en dubbelstjärna belägen i den mellersta delen av stjärnbilden Kölen. Den har en kombinerad skenbar magnitud på 2,97, är synlig för blotta ögat där ljusföroreningar ej förekommer. Baserat på parallaxmätning inom Hipparcosuppdraget på ca 2,3 mas, beräknas den befinna sig på ett avstånd på ca 1 400 ljusår (ca 440 parsek) från solen. Stjärnan är en del av asterismen Diamantkorset i södra Kölen.

## Egenskaper
Primärstjärnan Ypsilon Carinae A är en blå till vit superjättestjärna av spektralklass A8 Ib, som har förbrukat förrådet av väte i dess kärna och utvecklats bort från sin korta tid i huvudserien som en stjärna av spektralklass O9 V. Den har en beräknad massa som är ca 13 gånger större än solens massa, en radie som är ca 74 gånger större än solens och utsänder från dess fotosfär ca 10 500 gånger mera energi än solen vid en effektiv temperatur av ca 7 600 K. 
Följeslagaren, Ypsilon Carinae B, är en jättestjärna av spektralklass B7 III, även om Mandrini och Niemela (1986) ansåg att den kan vara en underjättestjärna med klassificeringen B4-5 IV. Den här stjärnans yttre skikt har en effektiv temperatur på ca 23 000 K, vilket resulterar i den blåvita nyansen hos en stjärna av spektraltyp B. De två stjärnorna har en vinkelseparation på 5,030 bågsekunder. Som dubbelstjärna skulle de ha en uppskattad omloppsperiod på minst 19 500 år och idag en separation på ca 2 000 astronomiska enheter. Under de kommande 7500 åren kommer den södra himmelspolen att passera nära dessa stjärnor och Jota Carinae (8100 e.Kr.).